# 波兰人民党—左翼
波兰人民党—左翼（波蘭語：Polskie Stronnictwo Ludowe – Lewica）是1945年成立的波兰人民党的一个左翼派系，反对斯坦尼斯瓦夫·米科瓦伊奇克的领导方针。该派系在立法议会中拥有一个由3人组成的议会党团。
该派系于1946年5月形成，但直到1947年1月举行的议会选举之后，才以公开、组织化的方式反对波兰人民党右翼领导层。尽管该派系被波兰人民党开除，但其成员并未承认党的相关决定，仍继续在党内活动。同时，他们于1947年4月建立波兰人民党—左翼中央委员会，其领导班子为：主席尤泽夫·涅奇科，副主席切斯瓦夫·维采赫，书记卡齐米日·巴纳赫，财务主管扬·多曼斯基，委员扬·登布斯基、斯坦尼斯瓦夫·科特尔和布罗尼斯瓦夫·瓦罗夫内。波兰人民党—左翼还组建了独立的议会党团，党团主席为切斯瓦夫·维采赫，另两名议员为卡齐米日·巴纳赫和斯坦尼斯瓦夫·科特尔。波兰人民党—左翼主张与民主党派集团合作，并积极支持民族团结临时政府的社会经济变革。1947年10月27日，左翼掌握波兰人民党的领导权，尤泽夫·涅奇科出任波兰人民党主席。1949年11月27日，波兰人民党与人民党合并为统一人民党；合并后初期，尤泽夫·涅奇科任主席，切斯瓦夫·维采赫任副主席之一。
该派系的机关刊物为《农民和国家》。